# Zuzana Smatanová

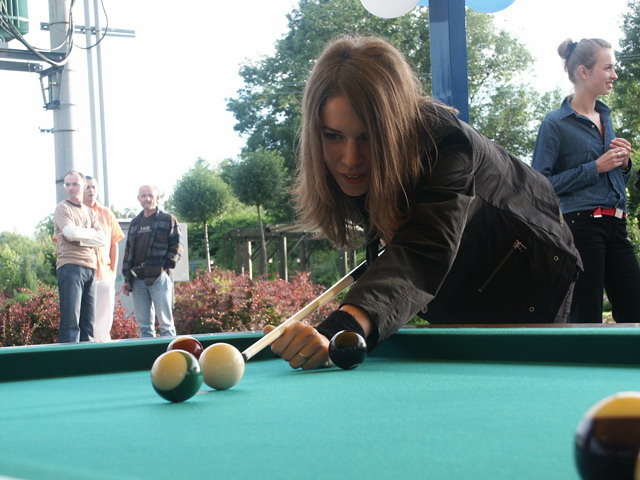
Zuzana Smatanová

Zuzana Smatanová (* 14. června 1984, Súľov-Hradná) je slovenská pop-rocková zpěvačka. Zpívá ve slovenštině a angličtině. Své písně si skládá sama, stylově přirovnává svoji hudbu k Avril Lavigne a Alanis Morissette.
V roce 1998 ji přijali na Pedagogickou a sociální akademii do Turčianskych Teplic, ale víc než povolání učitelky ji tam lákala hudba. Učila se hrát na klavír, flétnu a hraje i na kytaru a harmoniku.

## Ocenění
- 2003 Coca-Cola Popstar
- 2003 Aurel, objev roku
- 2004 Grand Prix Radio, zpěvačka roku
- 2004 OTO, zpěvačka roku
- 2004 Aurel, nejlepší ženský pěvecký výkon
- 2004 Aurel, píseň roku (Pár dní se skupinou Desmod)
- 2005 OTO, zpěvačka roku
- 2005 Zlatý slávik, zpěvačka roku
- 2005 Slávik, hit roku (za píseň Nech sa deje, čo sa má)
- 2005 Slávik, rádio slávik (za píseň Pár dní se skupinou Desmod)
- 2006 Zlatý slávik, zpěvačka roku
- 2007 Zlatý slávik, zpěvačka roku
- 2008 Zlatý slávik, zpěvačka roku
- 2009 Zlatý slávik, zpěvačka roku
- 2010 Zlatý slávik, zpěvačka roku
- 2010 Zlatý slávik, zpěvačka roku
- 2010 Slávik, web roku
- 2011 Stříbrný slavík
- 2011 Slávik, web roku
- 2012 Bronzový slavík
- 2012 Slávik, web roku

## Diskografie
- Entirely good, září 2003 (Sony Music/Bonton)
  - Zlatá deska (za 5 000 prodaných kusů), říjen 2005
  - Platinová deska (za 10 000 prodaných kusů), prosinec 2005
  - Multiplatinová deska (za 22 000 prodaných kusů), únor 2007

- Svet mi stúpil na nohu, říjen 2005 (Sony Music/Bonton)
  - Zlatá deska za album, duben 2005
  - Platinová deska za album, 2005
  - Multiplatinová deska za album, 2007
- Nech sa deje, čo sa má, singl, červen 2005 (skladbu napsala jako sedmnáctiletá)

- Tabletky odvahy, září 2007
  - 3x platinová deska (za 22 000 prodaných kusů)
  - Nič nezostane stále, první singl
  - Zdá sa že to stačí, druhý singl

- Zuzana Smatanová Live, CD + DVD, 2008

- GEMINI, 2CD, 2009
  - Zlatá deska (za 3 000 prodaných kusů)

- DVERE, říjen 2011,
- MOMENTY 2003–2013, říjen 2013

Dále zpívá v písničkách skupin Desmod (Pár dní, album Skupinová terapia, a Čiernobiela, album Kyvadlo) a IMT Smile (Suzanna, Úsmev a čaj (IMT Smile), album Exotica). Na album duetů Duety, které vydal Peter Nagy, nazpívala píseň Len pomaly. Se zpěvákem Petrem Cmorikem nazpívala duet Čo má prísť, príde a s Adamom Ďuricom duet Miesta. Se skupinou Chinaski nazpívala píseň Takmer Svätý na albu Není na co čekat.